# Alberto Giacometti
Alberto Giacometti (Borgonovo di Stampa, 10 de outubro de 1901 — Coira, 11 de janeiro de 1966) foi um artista plástico suíço que se distinguiu pelas suas esculturas e pinturas surrealistas inicialmente e expressionistas posteriormente.

## Biografia
Filho do pintor Giovanni Giacometti (impressionista). Estudou em Genebra, Roma e a partir de 1922 em França
Alberto Giacometti nasceu em 1901, em Borgonovo, e morreu em 1966, em Chur. Inicia a sua formação em Genebra, deslocando-se em 1923 para Paris, onde estuda com Antoine Bourdelle. Nessa época conheceu alguns dos principais pintores dadaístas, cubistas e surrealistas que influenciaram o seu início de carreira.
Adere ao movimento surrealista entre 1930 e 1934, período em que produziu algumas obras fundamentais para a caracterização da escultura surrealista, como L'Heure des Traces (1930), O Palácio às Quatro da Manhã (1932) e Mãos Sustentando o Vazio (1934). Esta última escultura valeu-lhe a admiração de André Breton, o autor do Manifesto Surrealista.
O escritor James Lord posou para o último retrato de Giacometti e escreveu um livro sobre o escultor que foi transformado em filme dirigido por Stanley Tucci.

## Obra
Nos trabalhos realizados depois da Segunda Guerra Mundial, onde a figura humana protagoniza as suas pesquisas plásticas, Giacometti recupera a capacidade expressiva da imagem e do objecto, acompanhando a tendência neo-figurativa que, nestes anos, marca o percurso criativo de vários artistas plásticos. Esta representação do corpo humano marca o período mais original de Giacometti.
A recorrência dos temas e das soluções plásticas adoptadas resulta de um posicionamento teórico identificado com a filosofia existencialista, como o testemunha a amizade entre Giacometti e Jean-Paul Sartre. O existencialismo na obra de Giacometti traduz-se numa essencialidade e numa repetição dos meios expressivos e dos gestos formais, que imprimem à figura humana uma significação fundamental: uma linha vertical confrontando com a horizontalidade do mundo. A deformação dramática das proporções, o alongamento das formas e a manipulação da superfície e da textura acentuam a materialidade dos objectos e a capacidade expressiva e poética da obra de arte. As personagens, isoladas ou em grupos, exprimem um sentido de individualismo e de descontextualização, acentuado pela própria escala das esculturas. Destacam-se, entre as inúmeras obras executadas durante o final da década de 40 e da década seguinte, as esculturas L'Homme qui marche, representado, actualmente, na nota de cem francos suíços. Também a escultura mais cara do mundo em 3 de Fevereiro de 2010, quando foi leiloada por 74.2 milhões de euros (1949) e La Femme au Chariot (1950).

### Obsessão
A obsessão pela representação da figura humana revela-se também na sua produção pictórica e nos seus desenhos, onde a linha assume uma grande expressividade e liberdade na caracterização das formas e dos volumes.
Embora seja possível enquadrar as primeiras produções artísticas em correntes como o impressionismo, o cubismo e o surrealismo, torna-se difícil a classificação ou a inserção da obra tardia de Giacometti num movimento artístico definido, de onde ressalta o carácter marcadamente pessoal do seu percurso criativo.

## Fundação Alberto Giacometti
A fundação Alberto Giacometti tem uma exposição permanente no Museu das Belas Artes de Zurique 